# Jalla! Jalla!
Jalla! Jalla! is een Zweedse film uit het jaar 2000. De regisseur is Josef Fares. Enkele bekende Zweedse acteurs die meespelen zijn: Fares Fares, Torkel Petersson, Tuva Novotny en Laleh Pourkarim.

## Verhaal
Roro en Måns zijn goede vrienden. Als Roro's ouders willen dat hij met iemand uit Libanon gaat trouwen verzint hij allerlei plannetjes. Hij heeft namelijk al een Zweedse vriendin. Ondertussen heeft Måns problemen met zijn vriendin en hij is ook nog eens impotent. 

## Naam
- Jalla! Jalla! is een imperatief in verschillende Semitische talen en betekent iets als Schiet op!.

## Rolverdeling
| Acteur                         | Personage      |
| ------------------------------ | -------------- |
| Fares Fares                    | Roro           |
| Torkel Petersson               | Måns           |
| Tuva Novotny                   | Lisa           |
| Laleh Pourkarim                | Yasmin         |
| Leonard Terfelt                | Paul           |
| Jan Fares                      | Roros farsa    |
| Sofi Ahlström Helleday – Jenny |                |
| Benyam Lemma                   | Benson         |
| Khatoun Fares                  |                |
| Abdulahad Fares                | Abdul          |
| Harry Goldstein                |                |
| Ingemar Carlehed               | Ulf            |
| Tommy Andersson                | Peter          |
| Caroline Fares                 | Caroline       |
| Anders Dahl                    |                |
| Jakob Tamm                     | Simon Pramsten |
| Christer Fjellström            |                |
| Fyr Thorwald                   |                |
| Fredrik Egerstrand             |                |
| Michael Axelsson -             |                |